# Arley Méndez
Arley Méndez Pérez (* 31. Dezember 1993 in San Cristobal, Kuba) ist ein chilenisch-kubanischer Gewichtheber.
In der Klasse bis 85 kg wurde er 2013 Dritter bei den Juniorenweltmeisterschaften und 2011 und 2013 Erster bei den Pan American Juniorenmeisterschaften. Bei den Weltmeisterschaften 2017 gewann er Gold. 2017 und 2018 errang er den ersten Platz bei den Südamerika-Meisterschaften.